# Стакевська річка
Річка Стакевська  — річка в північно - західній Болгарії, Видинської області, громади Белоградчик, ліва притока річки Лом. Її довжина становить 34 км. 
Річка Стакевська починається близько 1 км на північний захід від вершини Гайдушський Камак (1721 м, найвища точка Светиникольських гір) на висоті 1300 м. під назвою Залізна річка. До села Стакевці  тече на північ у глибоку лісисту долину під назвою Велика ріка, а після села називається річка Стакевська. Після перетину дороги за селом Крачимир, вона повертає на схід і розрізає кряж Ведерник, а після розгалуження за містом Белоградчик тече на південний схід, а потім знову на схід, протікаючи в широкій долині. Річка Чупренська впадає праворуч, за 1,2 км до її гирла. Річка Стакевська впадає зліва у річку Лом поблизу села Яньовець (околиці Фальковця). 
Водозбір річки становить 328 км 2, що становить 26,5% від площі водозбору ріки Лом. Головні притоки: ліворуч — Горна Раковица, Середня Раковица, Долішня Раковица, Станці; праворуч — Пробоїца, р. Варбовська, р. Чупренська. 
Річка маловодна, із сніго-дощовим живленням. Середній потік біля села Боровиця = 2,00 м 3 / с. 
Уздовж річки розташовані три села в Белоградчікской громаді — Стакевці, Чифлик і Боровиця. 
Від гирла річки, по її лівому березі проходить ділянка (10,2 км) республіканської дороги ІІІ-102 мережі автомобільних доріг Димово - Білоградчик - Монтана. 
Водоспад на річці Стакевська в місцевості "Белата Вода" був оголошений природною пам'яткою у 1976 році.

## Топографічна карта
- Аркуш карти K-34-22. Масштаб: 1 : 100 000. Видання 1974 р. (рос.)